# Coșdeni
Coșdeni – wieś w Rumunii, w okręgu Bihor, w gminie Pomezeu. W 2011 roku liczyła 585 mieszkańców.